# Moransengo-Tonengo
Moransengo-Tonengo är en kommun i provinsen Asti i regionen Piemonte i Italien. Kommunen hade 394 invånare (2023).
Kommunen Moransengo-Tonengo bildades den 1 januari 2023 genom en sammanslagning av de tidigare kommunerna Moransengo och Tonengo.